# 第三次漳州戰鬥
漳州戰鬥發生於1926年10月12日－11月10日，地點則是在中國閩南一帶，是國民革命軍北伐的戰鬥之一。漳州戰鬥的交戰雙方，一方為國民革命軍，另一方為北洋政府所轄軍隊。

## 參看
- 中華民國北洋政府時期內戰戰鬥列表